# Aplocera simplificata
Aplocera simplificata là một loài bướm đêm trong họ Geometridae.